# Bernat Canet Vidal
Bernat Canet Vidal   (L'Hospitalet de Llobregat, Barcelonès, 25 de febrer de 2000) és un atleta català especialitzat en les proves de velocitat de 100 metres llisos, 200 metres llisos i 4x100 metres relleus. Actualment té el rècord de Catalunya en els 60m llisos en pista coberta i va disputar el Campionat del Món d'Oregon de 2022 i va guanyar el Campionat IberoAmericà de la Núcia de 2022, tots dos en la disciplina de 4x100 metres relleus, representant a la Federació espanyola.
El 2019 va arribar a les semifinals del Campionat d'Europa Sub-20 en l'especialitat de 100 metres llisos i també va aconseguir el 5è lloc a la final dels 4x100 metres relleus. El 2022 va disputar el seu primer mundial, el Campionat del Món d'Oregon de 2022, en la disciplina de 4x100 metres relleus. La Federació espanyola va quedar sisena en una de les sèries eliminatòries i no va aconseguir classificar-se per a la final.

## Palmarès
Campió de Catalunya
- 100 metres llisos: 2021, 2022, 2023

## Marques personals
| Disciplina     | Marca | Vent       | Seu         | Data           |
| -------------- | ----- | ---------- | ----------- | -------------- |
| 100m llisos    | 10.33 | +2,0 (m/s) | Tarragona   | 5 juny 2022    |
| 200m llisos    | 21.34 | +1,2 (m/s) | Lleida      | 30 abril 2022  |
| 4x100m relleus | 38.70 |            | Oregon, EUA | 22 juliol 2022 |

## Trajectòria professional
| Any  | Competició                         | Seu             | Posició  | Disciplina | Marca |
| ---- | ---------------------------------- | --------------- | -------- | ---------- | ----- |
| 2019 | Campionat d'Europa Sub-20          | Boras, Suècia   | 15è (sf) | 100m       | 10.64 |
| 2019 | Campionat d'Europa Sub-20          | Boras, Suècia   | 5è       | 4x100m     | 40.53 |
| 2022 | Campionat del Món en pista coberta | Belgrad, Sèrbia | 20 (sf)  | 60m        | 8.29  |
| 2022 | Campionat del Món                  | Oregon, EUS     | 9è (q)   | 4x100m     | 38.70 |